# CBU-100 kasetna bomba
Mk 20 Rockeie II, CBU-99 Rockeie II i CBU-100 Rockeie II čine američku familiju kasetnih bombi koje se prvenstveno koriste za uništavanje oklopnih vozila.
To je konvencionalna kasetna bomba koja se lansira iz vazduha, slobodnog pada, čiji se kontejner u vazduhu otvara i tada izbacuje bombice (podmunicije).  Ukupan broj bombica kojih ima u ovom kontejneru je 247 Mk 118 Rockeie i teška je 222 kg (489 lb).

## Dizajn
CBU-ovi se isporučuju floti kao potpuno sastavljeni kompletni. Teretni deo Rockeie's Mk 7 bombe koji sadrži male bombice. Na prednjem kraju tovarnog dela je pričvršćen nosni oklop za ugradnju aerodinamike i osigurača. Dozator ima dva punjenja linearnog oblika pričvršćena uzdužno unutar zidova. Kada se pokrenu, ova oblikovana punjenja presecaju dozator na pola, od napred ka pozadi, a bombice se šire u putanjama slobodnog pada.
Kada se grupa bombi Mk 20 oslobodi iz aviona, žice za naoružavanje (primarno i/ili opciono naoružavanje) se povlače dovoljno da aktiviraju osigurač Mk 339 (a nedavno i FMU-140) i oslobode peraje. Žica za aktiviranje za otpuštanje peraja sa pozitivnim rukohvatom oslobađa traku za otpuštanje peraja, a pokretna peraja se otvaraju snagom opruge. Funkcionisanje upaljača inicira linearno oblikovana punjenja u dispenzeru koja presecaju kućište dispenzera na pola i raspršuju bombice.
Kada se povuče žica za primarno aktiviranje osigurača Mk 339 Mod 1, osigurač će funkcionisati 1,2 sekunde nakon što je žica za aktiviranje izvučena. Ako pilot odabere vreme kao opciju (4,0 sekundi), moraju se povući i primarni i opcioni kablovi za aktiviranje. Ako pilot ne odabere vreme opcije, onda osigurač neće funkcionisati i neće biti u redu.
Da bi se kontejner bombe stabilizovalo nakon puštanja iz aviona, repni konusni sklop je pričvršćen za zadnji kraj teretnog dela. Sklop repnog konusa sadrži četiri preklopna peraja sa oprugom. Rebra sa oprugom su opterećena u otvorenom položaju i osigurana u zatvorenom položaju tokom rukovanja na zemlji pomoću sklopa trake za otpuštanje peraja. Traka za otpuštanje peraja je u zatvorenom položaju osigurana sigurnosnom klinom i žicom za otpuštanje peraja. Žuta traka oko prednjeg kraja tovarnog dela ukazuje na eksplozivni sadržaj oružja.
Raspršivači bombi Mk 7 Mods 3, 4 i 6 imaju Mk 339 Mod 1 upaljač, koji pilotu omogućava odabir vremena funkcije upaljača tokom leta. Dozator bombe Mk 7 Mod 4 razlikuje se od Mk 7 Mod 3 po tome što modifikuje dozator i daje mogućnosti interfejsa sa širim spektrom vojnih aviona. Dozator bombe Mk 7 Mod 6 je isti kao i Mk 7 Mod 3 osim što je spoljašnji deo teretnog dela Mod 6 obložen termo zaštitnim premazom i ima dodatnu žutu traku oko prednjeg kraja teretnog dela. Dodatak termičkog premaza povećava ukupnu težinu Mod 6 na 229 kg (505 lb).
Svaka bombica je teška 600 g (1,3 lb) i ima bojevu glavu visokog eksploziva u obliku punjenja od 180 g (0,40 lb), koja proizvodi do 250.000 psi (1,7 GPa) na mestu udara, omogućavajući prodor od približno 190 mm (7,5 in) oklopa. Ova kasetna se najefikasnije koristi protiv meta u oblastima gde su stacionirana oklopna vozila, zbog kumulativnog mlaza koje imaju ove kasetne bombice.
Bomba Mk 118 Mod 0 i bomba Mk 118 Mod 1 se razlikuju samo po tome što ova druga ima brže je stavlja u aktivan položaj, to jest brže je naoružava nakon odvajanja od dozatora. 

## Karakteristike
- Ukupna težina 450 kg (990 lb)
- Dužina bombe je 2,3 m (7,5 ft)
- Prečnik 335 mm (13,2 in)
- Raspon krila 437 mm (1,434 ft) (u rasklopljenom stanju)
- Ukupan broj malih bombica je 247 MK118 - podmunicija dvostruke namene
- Svaka podmunicija je teška 0,63 kg (1,4 lb)
- Probojnost tla 700-800 mm; stena 100-156 mm; čelični oklop 50-80 mm
- Površina ubijanja i ranjavanja je 4800 kvadratnih metara

## Varijante
- Mk 20 Rockeie II, sastoji se od 247 Mk 118 Mod 1 ili Mod 2 protivtenkovskih bombi u Mk 7 dozatoru, [3] sa dozatorom u rasponu od Mk 7 Mod 2 do Mod 12 [1]

- CBU-99 Rockeie II, sastoji se od 247 Mk 118 Mod 1 ili Mod 2 protivtenkovskih bombi u SUU-75 dozatoru [4]

- CBU-100 Rockeie II, sastoji se od 247 Mk 118 Mod 1 ili Mod 2 protivtenkovskih bombi u SUU-76 dozatoru [5]

- Dozator Mk 7 kao verzija za obuku Mk 20, označen jednom plavom trakom [1]

## Potencijalni budući korisnici
U martu 2023. Ukrajina je zatražila od SAD kasetne bombe Mk 20 Rockeie II sa bombicama Mk 118 Rockeie. 

## Korišćenje CBU-100 u konfliktima
Tokom pustinjske oluje američki marinci su intenzivno koristili ove kasetne bombe, bacivši 15.828 od ukupno 27.987 Rockeies-a na oklopna vozila, artiljeriju i personalne ciljeve. Ostatak su izbačeni sa aviona američkog vazduhoplovstva (5.346) i mornarice (6.813).